# Polanský bludný balvan
Polanský bludný balvan se nachází v parku Václava Nelhýbla v Polance nad Odrou v okrese Ostrava-město v Moravskoslezském kraji.

## Historie a popis Polanského bludného balvanu
Polanský bludný balvan byl objeven v roce 1962 v glacifluviálních píscích a písčitých štěrcích při těžbě v pískovně na severním okraji Polanky nad Odrou. Při vyzvedávání jeřábem, když prasklo lano a vymrštěný hák jeřábu narazil do balvanu, se balvan rozpadl podél pukliny na dva přibližně stejně velké kusy. Lomové plochy vzniklé rozlomením balvanu jsou rovné. Před svým rozpadem měl balvan rozměry 2,5 x 1,95 x 1,8 m.

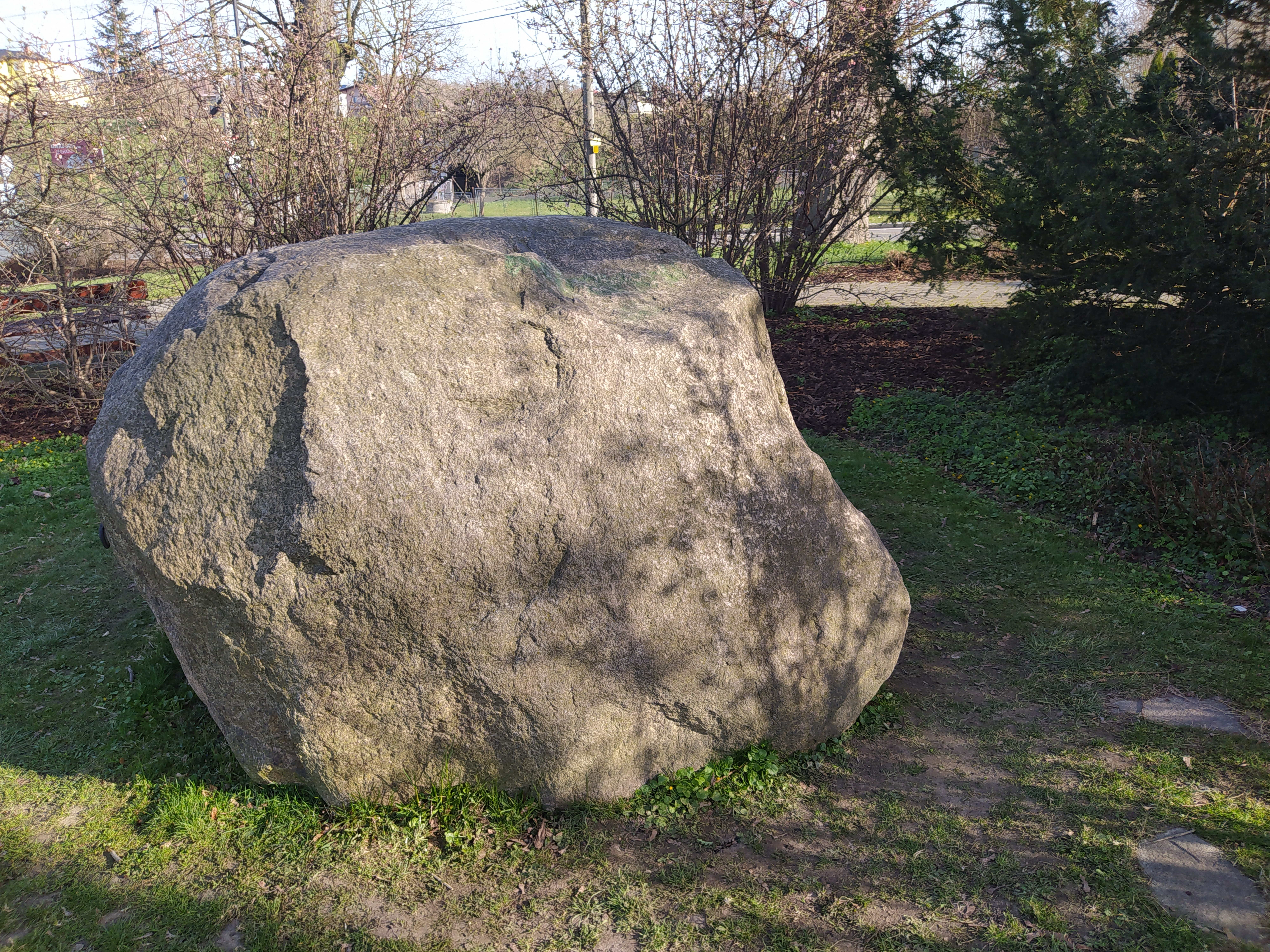
Polanský bludný balvan v parku Václava Nelhýbla.

V roce 1963 byla jedna polovina balvanu použita pro vybudování pietního místa na hřbitově (dnešní park Václava Nelhýbla) a v roce 1964 byla druhá polovina použita jako památník obětem druhé světové války před obecním úřadem. V první polovině 90. let 20. století byly obě poloviny přemístěny opět k sobě a jsou umístěny u kostela svaté Anny v parku Václava Nelhýbla.
Bludný balvan je tvořen hrubozrnným deformovaným granitem bělošedé až šedě načervenalé barvy a nápadné jsou hrubé agregáty a jednotlivá zrna tmavě šedého, nahnědlého, místy i výrazně červeného křemene. Draselné živce, tvořící až 12 mm velké protáhlé krystaly s nezřetelnými a nerovnými hranicemi, mají bíle šedou, šedou a slabě načervenalou barvu.
Bludný balvan pochází z oblasti baltského štítu (fenoskandského štítu), který představuje nejstarší geologickou jednotku Evropy. Balvan pochází ze středního Švédska až jižní části Baltského moře nad Německem či z ostrova Bornholm. V porovnání s ostatními bludnými balvany České republiky je zřejmé, že Polanský bludný balvan patří k nejmohutnějším bludným balvanům v naší zemi.